# Tetraberlinia korupensis
Tetraberlinia korupensis là một loài thực vật có hoa trong họ Đậu. Loài này được Wieringa miêu tả khoa học đầu tiên.